# Ирментруд фон Боланден
Ирментруд фон Боланден (на немски: Irmentrud, Irmentrude von Bolanden; * пр. 1223; † сл.1256) е благородничка от Боланден и чрез женитби шенка на Шюпф (днес в Боксберг), графиня на Сарверден и Киркел. Прародител е на „шенковете на Лимбург“.

## Произход
Тя е дъщеря на Филип II фон Боланден († 1187/1198) и съпругата му Хилдегард фон Хагенхаузен, дъщеря на Герхард I фон Хагенхаузен († 1178), или на Хилдегард фон Епщайн, дъщеря на граф Готфрид I фон Епщайн. Тя е сестра на Вернер III фон Боланден († 1221), Филип III (II) († 1220) и на Гуда фон Боланден († 1219), омъжена 1187 г. за райнграф Волфрам фон Щайн († 1220), майка на Зигфрид († 1246), епископ на Фрайзинг и Регенсбург (1227 – 1246).

## Фамилия
Ирментруд фон Боланден се омъжва за Валтер II Шенк фон Шюпф (* пр. 1199; † сл. 1218), син на Конрад Колбо фон Шюпф, Шенк фон Клингенберг (* пр. 1152; † сл. 1185) и внук на Валтер фон Шюпф (* пр. 1144; † сл. 1157). Те имат три деца:
- Валтер I Шенк фон Шюпф-Лимпург (пр. 1230 – 1249), женен за Агнес фон Хелфенщайн
- Луитгард фон Шюпф (пр. 1242 – сл. 1250), омъжена за Енгелхард III Руфус фон Вайнсберг († 1242), син на Енгелхард II фон Вайнсберг († ок. 1213) и Юта фон Урслинген († сл. 1219)
- Буркзинда фон Шюпф († сл. 1242)

Ирментруд фон Боланден се омъжва втори път пр. 1223 г. за граф Хайнрих I фон Сарверден-Киркел (* пр. 1214; † ок. 30 септември 1242), син на граф Лудвиг I фон Сарверден († сл. 1200) и Гертруд фон Дагсбург, дъщеря на граф Хуго X фон Дагсбург и Мец († сл. 1178) и Лиутгард фон Зулцбах († сл. 1163). Те имат една:
- дъщеря фон Сарверден, омъжена за Алберт фон Зирсберг, син на Арнулф фон Зирсберг († сл. 1180)